# Schmidt & Schmitt – Wir ermitteln in jedem Fall
Schmidt & Schmitt – Wir ermitteln in jedem Fall ist eine Ermittlerserie, die auf dem Privatsender Sat.1 ausgestrahlt wurde. Die Serie wurde montags bis freitags um 19:00 Uhr gesendet.

## Handlung
Die Serie zeigt den Alltag eines ungleichen Duos aus der konservativen Anwältin Sina Schmitt und ihrem unkonventionellen Ermittler Mark Schmidt.

## Staffel
| Staffel | Sendeplatz         | Staffelpremiere | Staffelfinale | TV-Saison | Zuschauer | Zuschauer       | Marktanteil | Marktanteil     |
| Staffel | Sendeplatz         | Staffelpremiere | Staffelfinale | TV-Saison | Gesamt    | 14 bis 49 Jahre | Gesamt      | 14 bis 49 Jahre |
| ------- | ------------------ | --------------- | ------------- | --------- | --------- | --------------- | ----------- | --------------- |
| 1       | Mo.- Fr. 19:00 Uhr | 27. Juni 2011   | 8. Juli 2011  | 2010/11   | 1,39 Mio. | 0,46 Mio.       | 7,1 %       | 6,9 %           |

## Besetzung
| Schauspieler     | Rolle            | Beruf      | Einstieg Ausstieg          | Hauptrolle (Episoden) | Nebenrolle (Episoden) | Bemerkung |
| ---------------- | ---------------- | ---------- | -------------------------- | --------------------- | --------------------- | --- |
| Eric Langner     | Mark Schmidt     | Ermittler  | 27. Juni 2011 8. Juli 2011 | 1×001–1×010           |                       | ehemaliger Privatdetektiv in Boston, Privatermittler in der Anwaltskanzlei Schmitt kam von Boston zurück nach München |
| Susu Padotzke    | Dr. Sina Schmitt | Anwältin   | 27. Juni 2011 8. Juli 2011 | 1×001–1×010           |                       | Anwältin in der Anwaltskanzlei Schmitt Vater ist ein Richter                                                          |
| Regine Hentschel | Erika Huber      | Sekretärin | 27. Juni 2011 8. Juli 2011 |                       | 1×001–1×010           | Sekretärin in der Anwaltskanzlei Schmitt                                                                              |

### Episodendarsteller
Sortiert nach der Reihenfolge des Einstiegs.
| Schauspieler     | Rollenname          | Episode | Ausstrahlung (Episode) |
| ---------------- | ------------------- | ------- | ---------------------- |
| Robert Jarczyk   | Anton Saidel        | 1×005   | 1. Juli 2011           |
| Patrick Mölleken | Leon Saidel         | 1×005   | 1. Juli 2011           |
| Salvatore Caci   | Hans-Peter Giersing | 1×010   | 8. Juli 2011           |

## Episodenliste
Die Erstausstrahlung der ersten Staffel wurde vom 27. Juni bis zum 8. Juli 2011 auf dem deutschen Free-TV-Sender Sat.1 gesendet.
| Nr. (ges.) | Nr. (St.) | Originaltitel              | Erstausstrahlung DE |
| ---------- | --------- | -------------------------- | ------------------- |
| 1          | 1         | Der Heiratsschwindler      | 27. Juni 2011       |
| 2          | 2         | Für immer jung             | 28. Juni 2011       |
| 3          | 3         | Bittersüße Nacht           | 29. Juni 2011       |
| 4          | 4         | Der Kindermacher           | 30. Juni 2011       |
| 5          | 5         | Crash ins Koma             | 1. Juli 2011        |
| 6          | 6         | Hochprozentige Geheimnisse | 4. Juli 2011        |
| 7          | 7         | Wie man sich bettet        | 5. Juli 2011        |
| 8          | 8         | Giftige Grüße              | 6. Juli 2011        |
| 9          | 9         | Vergiftete Liebe           | 7. Juli 2011        |
| 10         | 10        | Die Gedächtnislücke        | 8. Juli 2011        |

## Hintergrund
- Schmidt & Schmitt wurde in München gedreht.
- Der Drehort der Kanzlei befand sich in denselben Räumen der deutschen Vorabendserie Lenßen & Partner, die von 2003 bis 2009 von Constantin Entertainment GmbH produziert wurde und von Sat.1 ausgestrahlt wurde.
- Schmidt & Schmitt wurde im Format 16:9 gesendet.

## Einschaltquoten
Beim Gesamtpublikum startete die erste Folge von Schmidt & Schmitt mit 1,41 Millionen Zuschauern, was 7,4 Prozent Marktanteil entspricht, und in der Zielgruppe der 14- bis 49-Jährigen mit 470.000 Zuschauern, was 7,1 Prozent Marktanteil entspricht. Die Quoten liegen unter dem Schnitt von Sat.1.
Das Staffelfinale der ersten Staffel am 8. Juli 2011 verfolgten 1,27 Mio. Zuschauer, was 7,5 Prozent Marktanteil entspricht, davon gehörten 400.000 der Zielgruppe der 14- bis 49-Jährigen an, was 7,3 Prozent Marktanteil entspricht, kein neuer Bestwert.
Im Durchschnitt sahen in Sat.1 1,39 Millionen Zuschauer die erste Staffel von Schmidt & Schmitt und man erzielte beim Gesamtpublikum 7,1 Prozent Marktanteil. In der Zielgruppe sahen im Durchschnitt 0,46 Millionen Zuschauer zu, was einem Marktanteil von 6,9 Prozent entsprach.
| Folge | Datum         | Zuschauer | Zuschauer       | Marktanteil | Marktanteil     |
| Folge | Datum         | Gesamt    | 14 bis 49 Jahre | Gesamt      | 14 bis 49 Jahre |
| ----- | ------------- | --------- | --------------- | ----------- | --------------- |
| 01    | 27. Juni 2011 | 1,41 Mio. | 0,47 Mio.       | 7,4 %       | 7,1 %           |
| 02    | 28. Juni 2011 | 1,23 Mio. | 0,41 Mio.       | TBA         | 6,7 %           |
| 03    | 29. Juni 2011 | 1,43 Mio. | 0,45 Mio.       | TBA         | 5,7 %           |
| 04    | 30. Juni 2011 | 1,47 Mio. | 0,57 Mio.       | 6,7 %       | 7,5 %           |
| 05    | 1. Juli 2011  | 1,30 Mio. | 0,38 Mio.       | 6,8 %       | 6,3 %           |
| 06    | 4. Juli 2011  | 1,58 Mio. | 0,48 Mio.       | 7,8 %       | 6,9 %           |
| 07    | 5. Juli 2011  | 1,39 Mio. | 0,50 Mio.       | 7,2 %       | 7,4 %           |
| 08    | 6. Juli 2011  | 1,46 Mio. | 0,52 Mio.       | 7,5 %       | 7,8 %           |
| 09    | 7. Juli 2011  | 1,32 Mio. | 0,42 Mio.       | 6,9 %       | 6,5 %           |
| 10    | 8. Juli 2011  | 1,27 Mio. | 0,40 Mio.       | 7,5 %       | 7,3 %           |